# Alexej Miller
Alexej Borisovič Miller (rusky Алексе́й Бори́сович Ми́ллер; * 31. ledna 1962 Leningrad) je ruský ekonom a podnikatel, od roku 2001 předseda řídícího výboru a od roku 2002 místopředseda představenstva Gazpromu.
Za podporu narušování územní celistvosti Ukrajiny během rusko-ukrajinské války je uveden na sankčních seznamech Austrálie, Kanady, Nového Zélandu, Spojeného království, Spojených států amerických a Ukrajiny.

## Mládí a vzdělání
Narodil se 31. ledna 1962 v Leningradu (nyní Petrohrad) do rodiny ruských Němců. Otec Boris Vasiljevič Miller (1935–1986) a matka Ljudmila Alexandrovna Millerová (1936–2009) pracovali ve Výzkumném ústavu radioelektroniky Ministerstva leteckého průmyslu Sovětského svazu. V roce 1984 získal doktorát z ekonomie na Leningradském institutu financí a ekonomiky.
V 80. letech se pohyboval v klubu leningradských ekonomů, jehož neformálním vůdcem byl Anatolij Čubajs. V roce 1987 vstoupil do klubu Sintez, jehož členy byli mladí leningradští ekonomové a sociální vědci.

## Kariéra
V letech 1991–1996 byl členem Výboru pro vnější vztahy kanceláře primátora Petrohradu.
Mezi roky 1999 a 2000 působil jako generální ředitel Baltského ropovodného systému.
V roce 2000 byl jmenován náměstkem ministra energetiky Ruské federace. Od roku 2001 předsedá řídícímu výboru Gazpromu. O rok později nastoupil do funkce místopředsedy představenstva Gazpromu.

## Vyznamenání
Pozn: Tento seznam je neúplný.
- Řád přátelství (2006)[10]
- Řád cti (2008)[11]
- Řád republiky (2009)[12]
- Řád Alexandra Něvského (2014)[13]